# Trillville

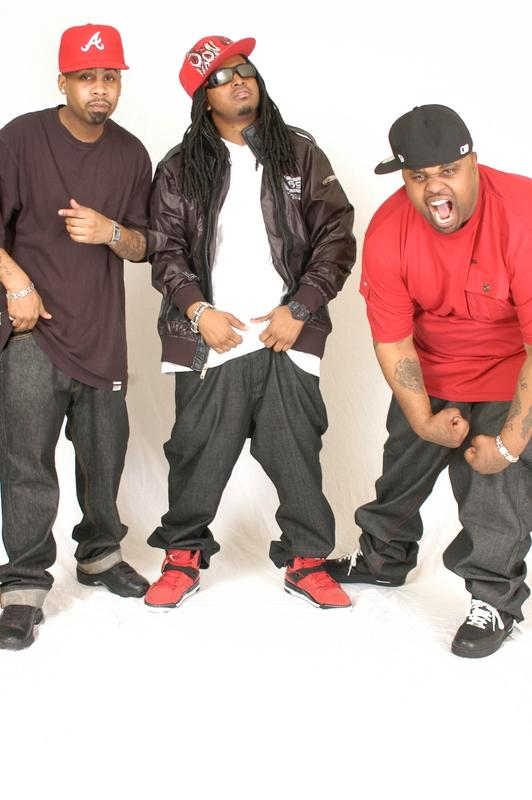
Trillville

Trilville es un grupo de rap formado en la ciudad de Atlanta, Georgia, en 1997 cuando sus miembros estaban todavía en el noveno grado, el grupo formado por Dirty Mouth, Don P, Lil LA (aka Lil Atlanta).
Dirty mouth era el líder de la banda de la escuela por lo cual ya escribía sus propias rimas. Don P quien ya también producía hits con su talento,
y Lil LA aspiraba a ser promotor de músicos más tarde convirtiéndose en rapero, se rumoreó que Lil LA iba a aparecer en el disco de Roman Verone también con la participación de Lil Wayne.
Lil jon quien echó un vistazo a uno de sus trabajos y no mucho tiempo después firmaron BME Recordings. Su primer sencillo Neva Eva, fue utilizado como tema en el 2004 para los Bravos de Atlanta. Empezando a escalar en las listas de popularidad
luego en el 2003. El grupo luego empezó a trabajar en su primer disco que fue lanzado a la venta en 2004. El álbum The King of Crunk & BME Recordings Present:Trillville & Lil Scrappy incluyó las participaciones estelares de Dirty South como Lil Jon, Pastor Troy and BO Hagon. El siguiente sencillo del álbum fue "Get some Crunk In Yo System" recibió algo de éxito pero no el que se esperaba, como sea el tercer sencillo "Some Cut"
recibió más éxito escuchándose en la radio. Últimamente Trillville apareció junto con Chingy en la canción de Tyra Bolling "Country boy (Remix)".
El álbum "Reloaded" se ha dejado a un lado y no verá la luz.

## Sencillos
| Year | Song                                              | Chart positions | Chart positions | Chart positions | Chart positions | Álbum                                                                |
| Year | Song                                              | U.S. Hot 100    | U.S. R&B        | U.S. Rap        | UK              | Álbum                                                                |
| ---- | ------------------------------------------------- | --------------- | --------------- | --------------- | --------------- | -------------------------------------------------------------------- |
| 2003 | "Neva Eva'" (feat. Lil Jon & Lil Scrappy)         | 77              | -               | –               | –               | The King of Crunk & BME Recordings Present: Trillville & Lil Scrappy |
| 2004 | "Get Some Crunk In Yo System" (feat. Pastor Troy) | –               | –               | –               | –               | The King of Crunk & BME Recordings Present: Trillville & Lil Scrappy |
| 2004 | "Some Cut" (feat. Cutty)                          | 14              | –               | –               | –               | The King of Crunk & BME Recordings Present: Trillville & Lil Scrappy |
| 2006 | "Nothing Less"                                    | –               | –               | –               | –               | Trillville Reloaded                                                  |

## videos
- (2003) "Neva Eva"
- (2004) "Get Some Crunk In Yo System"
- (2004) "Some Cut"
- (2005) "Nothing Less"
- (2005) "Watch Me Do This"
- (2004) "Dont Want Drama"
- (2007) "Heat It Up"